# Papilio dravidarum
Papilio dravidarum là một loài bướm thuộc họ Bướm phượng (Papilionidae). 
Loài Papilio dravidarum được mô tả năm 1880 bởi Wood-Mason. Loài bướm Papilio dravidarum sinh sống ở Tây Ghats của Ấn Độ.

## Hình ảnh

- Tập tin:Malabar Raven (Papilio dravidarum)..jpg
- Tập tin:Malabar Raven (UP).jpg
- Tập tin:Malabar Raven(Papilio dravidarum) on flower.jpg
- Tập tin:Malabar Raven(Papilio dravidarum)UP.jpg